# 343 Ostara
343 Ostara eller 1892 N är en asteroid i huvudbältet, som upptäcktes 15 november 1892 av den tyske astronomen Max Wolf. Asteroiden har fått sitt namn efter gudinnan Ēostre.
Asteroiden har en diameter på ungefär 19 kilometer.